# Collisione aerea di Nairobi
Il 5 marzo 2024, un Cessna 172, gestito dal 99 Flying Club, e un De Havilland Canada Dash 8, gestito dalla Safarilink Aviation, si sono scontrati sopra il Parco nazionale di Nairobi a Nairobi, in Kenya, uccidendo l'allievo e l'istruttore a bordo del Cessna. Il Dash 8 è atterrato in sicurezza con tutti i 44 a bordo illesi, ma è stato costretto a tornare a Nairobi.

## Gli aerei
Il primo velivolo coinvolto era un Cessna 172, con numero di serie 17265726 e immatricolato come 5Y-NNJ. L'aereo aveva circa 49 anni.
Il secondo aereo coinvolto era un De Havilland Canada DHC-8-300, numero di serie del costruttore 574 e immatricolato come 5Y-SLK. L'aereo aveva poco più di 23 anni al momento dell'incidente ed era equipaggiato con 2 Pratt & Whitney Canada PW100.

## L'incidente
La collisione è avvenuta intorno alle 09:45 ora locale. L'equipaggio del velivolo Safarilink, che aveva il numero di volo 053 ed era diretto all'aeroporto di Ukunda, nella città turistica costiera di Diani Beach, ha riferito di aver sentito un "forte botto" che ha costretto i piloti a tornare al punto di origine, l'aeroporto Wilson di Nairobi. Il Cessna, anch'esso proveniente dall'aeroporto Wilson e gestito dalla Ninety-Nines Flying School, si è schiantato nel parco, situato a dieci chilometri dall'aeroporto, poco dopo.

## Le indagini
L'Autorità dell'aviazione civile del Kenya ha rilasciato una dichiarazione in cui confermava che alle 10:05 si era verificato un incidente aereo che aveva coinvolto un velivolo Cessna appartenente alla Ninety-Nines Flying School e un Dash 8 appartenente alla Safarilink Aviation Limited.
Sono state avviate le indagini attraverso varie agenzie guidate dall'Air Accident Investigation Department (AAID) e dal National Police Service per stabilire le cause dell'incidente.